# クーニン
クーニン（1984年〈昭和59年〉8月18日 - ）は、徳島県阿南市出身の日本の男性YouTuber。

## 来歴

### 学生時代
小学校の頃は剣道をやっており、学校の剣道部では主将として四国4位となった経験もある。
そのため地元では名の知れた存在でもあり、中学では野球部への入部を希望したものの剣道部に熱烈に勧誘された。だが野球部の顧問の交渉もあり野球部へ入部。
2000年4月、徳島県立小松島高校に進学。高2春の第73回選抜高等学校野球大会に出場するもベンチ外で出番はなく、チームは大阪代表の浪速高等学校にベスト16で2-1で惜敗。
2002年6月、第43回徳島県高等学校総合体育大会硬式野球の部南部ブロック優勝に貢献する。

### YouTube開始後
2014年4月、YouTubeチャンネルを開設。2014年秋、職場の上司に誘われYouTubeでの活動を開始。
2016年冬、ダルビッシュ有から田中将大、大谷翔平とともに行う合同自主トレーニングに誘われ、参加した。ダルビッシュは、YouTuberを自主トレーニングに招いたことについてあるインタビューで触れ、「テレビを使うよりはこの人に一番に知ってほしいなと思って来てもらいました。」と述べている。

2017年6月、自身が持つ軟式野球クラブ「クーニンズ」で出場した第40回サンスポ野球大会東日本代表決定戦では、4打数3安打1本塁打の活躍で大会敢闘賞を受賞。
2018年、MLBジャパン特派員として坪井ミサトと共にアリゾナへメジャーキャンプの取材に訪れた。
同年に自身のチームが高松宮賜杯第62回全日本軟式野球大会（1部）出場、初出場で全国ベスト4。
2018年11月には第15回マスターズ甲子園全国大会に出場、和歌山代表日高高等学校中津分校戦で途中出場を果たし、選手として初めて甲子園でプレーする。結果はレフト前ヒットを放ち、勝利に貢献する。
2019年6月、選手兼監督として第42回サンスポ野球大会東日本代表決定戦に4対0で勝利して日本一決定戦に進出、日本一に王手をかけた。

### 社会貢献活動
野球の発展のため、NPO法人ベースボール・レジェンド・ファウンデーションに毎年寄付金を納めている。
軟式の世界大会を開催するSWBC JAPANの一口スポンサーにも協賛している。
軟式野球の世界的な普及のため、ベトナム代表チームに軟式A号球を400個寄贈している。

## 人物
スポーツ全般に興味も持っており、野球以外のスポーツにも詳しい。ラップバトルにも詳しく、自身でも戦極MC BATTLEに毎年協賛している。本業は東京都内の情報通信系の企業に勤務するWebディレクター。
好きな女優は矢作穂香で、ももいろクローバーZのモノノフでもある。
朝日新聞社が運営するwithnewsや徳島新聞のインタビューにおいて、野球の裾野の拡大にYouTubeを通じて貢献したいという考えを語っている。
プロ野球選手と多数の交流があり、ダルビッシュ有をはじめ佐野重樹、門倉健、小野仁、ダース・ローマシュ匡、木村謙吾、赤川克紀、岡本篤志などと交流がある。芸能界・著名人ではトータルテンボスの藤田憲右、熊本浩志などと交友関係がある。
2019年1月には楽天藤田一也と自主トレを行い、守備理論を学ぶ。

## 出演
- GET！ファイターズキャンプLIVE～アリゾナ～[15]ゲスト出演（2019年2月、株式会社GAORA）

### イベント
- ニューバランス主催関西ボーイズ東西ブロック支部対抗オールスター大会[16]（2017年3月24日、久宝寺球場）
- スポナビライブゲスト出演[17]（2017年4月25日）
- ローリングスフェア[18]（2017年5月3日、京都スポーツアクトセカンドステージ）
- 第2回SWBC JAPAN世界大会決勝戦 解説[19]（2017年8月6日）
- ローリングスフェア[20]（2017年8月11日、岐阜ヒマラヤスポーツ）

## 書籍

### 雑誌
- 日経トレンディ（2017年2月臨時増刊号 、日経BP社） - 特集記事掲載
- Timely!（No.44 2017.MAY、株式会社SEA Global） - 特集記事掲載
- Baseball Times（Vol.31 2017年夏号、エス・アイ・ジェイ） - インタビュー記事掲載